# Paus Sixtus II
Sixtus II (Griekenland?, geboortedatum onbekend - Rome?, 6 augustus 258) was de 24e paus van de Rooms-Katholieke Kerk. Hij was paus van 30 augustus 257 tot aan zijn dood in 258. Waarschijnlijk was hij van Griekse afkomst. In de strijd om de ketterdoop wist hij een verzoening te bewerken met de heilige Cyprianus en de bisschoppen van Afrika en Klein-Azië. Er zijn enkele geschriften die vermoedelijk van zijn hand zijn, te weten Ad Novatianum en een naamloos traktaat.
Sixtus II stierf onder keizer Valerianus I, samen met vier diakens, waaronder Laurentius van Rome, de marteldood terwijl hij de mis opdroeg in de catacombe van Sint-Calixtus, waar een kleine kerk was. Hoewel Sixtus II de meest vereerde vroege paus is, wordt Laurentius tegenwoordig meer vereerd als heilige.
Sixtus II is begraven in de Pauscrypte van de Catacombe van Sint-Calixtus. Zijn feestdag is 7 augustus in de Katholieke Kerk. In de Orthodoxe Kerk wordt zijn feestdag op 10 augustus gevierd. Sixtus geldt als patroon van het goed gedijen van de wijnranken die op zijn gedenkdag worden gezegend. Verder is hij patroonheilige van de groei der bonen en de hopende vrouwen. Bij hals-, buik- en rugpijn roept men hem aan. Verwijzend naar de legende van Laurentius worden zij beiden afgebeeld met een geldstuk of een buidel.
Cursief: tegenpaus